# Adenia gummifera
Adenia gummifera là một loài thực vật có hoa trong họ Lạc tiên. Loài này được (Harv.) Harms mô tả khoa học đầu tiên năm 1897.